# Мегара (мифология)
Мега́ра (др.-греч. Μεγάρᾱ) — персонаж древнегреческой мифологии, старшая дочь царя Фив Креонта и первая жена Геракла. 
Была отдана отцом в жёны Гераклу в награду за то, что тот возглавил оборону Фив в борьбе против минийцев. У Геракла и Мегары было, по разным источникам, от двух до восьми сыновей, которых прозвали Алкидами, то есть «потомками Алкея» (Геракла): по Псевдо-Аполлодору, их звали Теримах, Креонтиад и Деикоонт, по Псевдо-Гигину — Теримах и Офит. В припадке безумия, насланного Герой, Геракл убил их всех вместе с двумя детьми своего брата Ификла, приняв их за детей Еврисфея. 
Согласно Еврипиду, Геракл также убил и Мегару. По другим источникам, после освобождения от службы у Еврисфея он отдал её в жены своему племяннику и сподвижнику Иолаю, когда тому было шестнадцать лет, а Мегаре тридцать три года; у них родилась дочь Лейпефилена, известная своей красотой.
Могилу сыновей Мегары и Геракла показывали в Фивах, об этом писали Стесихор и Паниасид.
Мегара изображена в Аиде на картине Полигнота в Дельфах. Действующее лицо трагедий Еврипида «Геракл» и Сенеки «Геркулес в безумье».

## Предки
Wikimedia

## Мегара в кинематографе
- В пеплуме «Геракл» (2014) роль Мегары исполнила Ирина Шейк[13].
- В 5 сезоне американского телесериала «Однажды в сказке» роль Мегары исполнила Кейси Рол[14].
- В полнометражном мультфильме «Геркулес» (1997) производства компании Disney персонажа Мегары «Мег» озвучила Сьюзан Иган[15].